# 舊古塔 (巴拉尼夫卡區)
50°15′49″N 27°38′17″E / 50.26361°N 27.63806°E
舊古塔（烏克蘭語：Стара Гута），是烏克蘭北部的村莊，隸屬日托米爾州的茲維亞赫爾區。該村始建於1774年，面積11.37平方公里，海拔高度231米，2001年人口632，人口密度每平方公里55.58人。